# Крылов, Игорь Николаевич
Игорь Николаевич Крылов (21 апреля 1932, Самара — 8 января 1990, Москва, СССР) — советский учёный-геолог, палеонтолог, лауреат премии имени Н. С. Шатского (1982), автор научных публикаций и рисунков.

## Биография
Родился 21 апреля 1932 года в городе Куйбышев.
В 1955 году окончил Геологический факультет МГУ с отличием.
С 1955 года работал в ИГН АН СССР, который вскоре был реорганизован в Геологический институт АН СССР.
Занимался акцессорными минералами из докембрийских отложений Урала, затем начал изучение строматолитами из рифейских толщ и начал пробовать применять палеонтологический метод в стратиграфии докембрия.
После первых успехов в применении новой методики к этим работам подключились другие исследователи докембрия, в том числе группа ученых под руководством Б. М. Келлера и академика М. А. Семихатова.
Были выполнены уникальные исследования по выделению вертикальных ассоциаций строматолитов и их прослеживанию на огромной территории Северной Евразии, позволившие создать уникальную биостратиграфическую схему расчленения и корреляции верхнедокембрийских отложений на территории СССР, а потом и на всех континентах.
Участник трёх сессий Международного Геологического Конгресса: 25 сессия, 1976 — Сидней, 26 сессия, 1980 — Париж, 27 сессия, 1984 — Москва.
В последние годы жизни совместно со специалистами из Института микробиологии АН СССР, прежде всего академиком Г. А. Заварзиным, разрабатывая в основном актуалистическое и неопалеонтологическое направления в палеонтологии докембрия.
Скончался 8 января 1990 года после третьего инфаркта.

## Награды и премии
- 1982 — Премия имени Н. С. Шатского (совместно с М. А. Семихатовым, Б. М. Келлером, за 1982 год) — за серию работ по теме «Рифей Северной Евразии»
- 1984 — Медаль «Ветеран труда»

## Членство в организациях
- Московское общество испытателей природы
- Всесоюзное общество "Знание"